# Sokratis Kougeas
Sokratis Kougeas, auch in der Transkription Sokrates Kugeas (griechisch Σωκράτης Κουγέας, * 14. September 1876 in Doloi (Δολοί), Westliche Mani, Messenien; † 27. September 1966) war ein griechischer Historiker und Paläograph.

## Leben
Nach dem Besuch des Gymnasiums in Kalamata studierte Kougeas von 1894 bis 1899 an der philosophischen Fakultät der Universität Athen. Unter den dortigen Lehrern war er am tiefsten von Nikolaos Politis und Spyridon Lambros beeindruckt. Später sollte er Lambros’ Mitarbeiter werden. Den Studienabschluss erreichte er 1899 mit einer Dissertation De novo Xiphilineo codice Iberitico 812 („Über den neuen Xiphilinos–Codex Iberiticus 812“) promoviert. Danach war er von 1901 bis 1904 Griechischlehrer und Schulleiter, bis er seine Studien von 1904 bis 1909 mit einem staatlichen Stipendium in Deutschland und Frankreich fortsetzen konnte. In Halle hörte er Friedrich Blass, Wilhelm Dittenberger, Carl Robert, Ulrich Wilcken und Georg Wissowa, in München war er Schüler von Otto Crusius und Karl Krumbacher und hörte Adolf Furtwängler, Iwan von Müller und Robert von Pöhlmann, in Berlin Ulrich von Wilamowitz-Moellendorff, Hermann Diels, Eduard Meyer, Eduard Norden, Adolf von Harnack, in Paris bei Daniel Serruys Papyrologie. Nach seiner Rückkehr nach Griechenland unterrichtete er von 1910 an erneut in einer Schule. Von 1916 bis 1918 war er Sekretär der Allgemeinen Staatsarchive.
1918 erhielt er den ordentlichen Lehrstuhl für Allgemeine Geschichte an der Universität Athen, den er bis zu seiner Emeritierung 1947 innehatte. Von 1931 bis 1947 war er zugleich Professor an der Hochschule der Bildenden Künste Athen und von 1943 bis 1950 an der Pantion-Universität. Von 1923 bis zu seinem Tod war er zudem ehrenamtlicher Leiter der Handschriftenabteilung der Nationalbibliothek. Er gehörte auch dem ersten Ausschuss an, der Professoren für die 1925 gegründete Universität Thessaloniki auswählte.

## Forschungen
Kougeas beschäftigte sich vor allem mit der griechischen Geschichte und Philologie, insbesondere mit der Geschichte der Mani und mit der Paläographie und Epigraphik. In seinem zweiten Studienjahr führte Spyridon Lambros ihn in die Paläographie ein und nahm ihn mit auf paläographische Forschungsreisen nach Patmos und auf den Berg Athos sowie ins Ausland. Mit Hans von Soden suchte er Handschriften des Neuen Testaments in Andros, Athen, auf dem Berg Athos, in Konstantinopel, im Kloster Mega Spileo, auf Patmos und in Thessaloniki. Zusammen mit dem Byzantinisten Konstantinos Amantos gab er von 1928 bis 1939 die Zeitschrift Elleniká heraus.

## Auszeichnungen
1929 wurde er zum Mitglied der Akademie von Athen und zum korrespondierenden Mitglied des Deutschen Archäologischen Instituts ernannt. 1953 wurde er zum Präsidenten der Akademie von Athen gewählt. 1937 verlieh ihm die Universität Tübingen, 1958 die Universität Thessaloniki die Ehrendoktorwürde.

## Schriften (Auswahl)
- Ο Καισάρειας Αρέθας και το έργον αυτού. Συμβολή εις την ιστορίαν της πρώτης αναγεννήσεως των ελληνικών γραμμάτων εν Βυζαντίω. Βιβλιοπωλείον Ελευθερουδάκη και Μπάρτ, Athen 1913. — („Arethas von Caesarea und sein Werk. Beitrag zur Geschichte der ersten Renaissance der griechischen Literatur in Byzanz.“)
- Σπουδαί, επιστημονικά έργα και κρίσεις αυτών. Athen 1915. — („Studien, wissenschaftliche Arbeiten und ihre Rezensionen“)
- Ιστορικά έγγραφα της μονής του Ζαγαρά. Π. Δ. Σακελλαρίου, Athen 1917. — („Historische Dokumente des Klosters von Zagara“)
- Εντυπώσεις εκ Ρουμανίας. Athen 1925. — („Eindrücke aus Rumänien“)
- Η ιδέα της κοινωνίας των Εθνών παρά τοις Έλλησι. Πραγματεία βραβευθείσα εις τον πρώτον Κανδηλώρειον αγώνα. Athen 1928. — („Die Idee der Gemeinschaft der Völker bei den Griechen. Bei dem ersten Kandelorion-Wettbewerb preisgekrönte Abhandlung“)
- Το ηπειρωτικόν αρχείον Σταύρου Ιωάνου. Athen 1940. — („Das epirotische Archiv des Stavros Ioanou“)
- Η υπό τους Μακεδόνας Ένωσις των αρχαίων Ελλήνων και ο καταστατικός αυτής χάρτης. Διάλεξις γενόμενη εν τη αιθούση της εταιρείας μακεδονικών σπουδών. Εταιρεία Μακεδονικών Σπουδών, Thessaloniki 1952. — („Die Einigung der alten Griechen unter den Makedonen und ihre Charta. Vortrag im Hörsaal der Gesellschaft für mekodnische Studien“)
- Η ανθρωποκτονία (το φονικό) ως διεγγύημα τρίτου εν Μάνη. Εταιρεία Μακεδονικών Σπουδών, Athen 1953. – („Der Mord (der Totschlag) als Bürgschaft eines Dritten in der Mani“)
- Συμβολαί εις την ιστορίαν της υπό τους Ορλώφ Πελοποννησιακής Επαναστάσεως (1770). Τυπογραφείον Μυρτίδη, Athen 1955. — („Beiträge zur Geschichte des peloponnesischen Aufstands unter den Orlow“)
- Βερολίνειος παραλλαγή του περί νηστείας εμμέτρου κανόνος Λουκά του Χρυσοβέργη. Nachdruck Athen 1957. — („Berliner Variante des metrischen Kanons des Lukas Chrysovergis über das Fasten“)
- Ιστορικαί πηγαί δια την ηγεμονίαν της Μάνης (1774–1821). Εταιρεία Πελοποννησιακών Σπουδών, Τυπογραφείον Σπυρόπουλου Athen 1961. — („Historische Quellen für die Vorherrschaft der Mani (1774–1821)“)
- Οικογενειακοί δεσμοί του Savigny προς δύο Έλληνας μαθητάς του. Π. & Α. Κλεισιούνης, Athen 1963. — („Familiäre Bande des Savigny mit zwei griechischen Schülern“)
- Η καταγωγή του πρωτοστατήσαντος εις την Ορλωφικήν επανάστασιν Παναγιώτη Μπενάκη. Φωτιζόμενη απο τα αρχεία της Βενετίας (εννέα ανέκδοτα έγγραφα). Εταιρεία Πελοποννησιακών Σπουδών, Athen 1965. — („Die Herkunft des Anführers bei dem Aufstand gegen Orlow, Panagiotis Benakis. Aufgeklärt durch alte Dokumente aus Venedig (neun unveröffentlichte Dokumente)“)
- Τραγούδια του κάτω κόσμου. Μοιρολόγια της Μεσσηνιακής Μάνης. Athen 2000. — („Lieder der Unterwelt. Mirologien aus der messenischen Mani“)
- Η γυναίκα κυρία στη Μεσσηνιακή Μάνη. Μέσω προικώων και άλλων εγγράφων (1745–1864). Athen 2003. — („Die Frau als Herrin in der messenischen Mani. Zwischen Mitgift und anderen Dokumenten“)
- Αγνάντια στο Βενέτικο. Στιγμές από την κοινωνική και οικονομική ζωή της ΒΔ Μάνης μέσω εγγραφών (1678—1849) από το αρχείο του ακαδημαΐκού Σωκράτη Κουγέα. Εκδ. Ποταμός, Athen 2008.